# سریپور
سریپور (به لاتین: Sreepur) یک منطقهٔ مسکونی در بنگلادش است که در سرپور واقع شده‌است. سریپور ۴۶٫۹۰ کیلومتر مربع مساحت و ۱۳۲٬۹۴۸ نفر جمعیت دارد.